# Дойран (1928)
„Дойран“ е български вестник, излизал в Плевен, България.
Излиза само в 1 брой на 18 септември 1928 година по случай 10-годишнината от Дойранската епопея – героичната отбрана на Девета пехотна плевенска дивизия при Дойран през Първата световна война. Посветен е на загиналите български войници и офицери. Рекламира паричната лотария за построяване на паметник на загиналите при Дойран български воини.